# ماجنيكورت إن كومت
ماجنيكورت إن كومت (بالفرنسية: Magnicourt-en-Comte)‏ هي بلدية تقع في إقليم باد كاليه من منطقة نور با دو كاليه في شمال فرنسا. تبلغ مساحة هذه المدينة 9.86 (كم²)، وترتفع عن سطح البحر 98 م، يبلغ عدد سكانها 311 نسمة حسب إحصاء المعهد الوطني للإحصاء والدراسات الاقتصادية سنة 2009 م. وترأس Pierre Guillemant البلدية خلال فترة (2008-2014).